# Schenkia humeralis
Schenkia humeralis är en stekelart som beskrevs av Sawoniewicz 1993. Schenkia humeralis ingår i släktet Schenkia och familjen brokparasitsteklar. Inga underarter finns listade i Catalogue of Life.